# Протестантизм в Камбодже

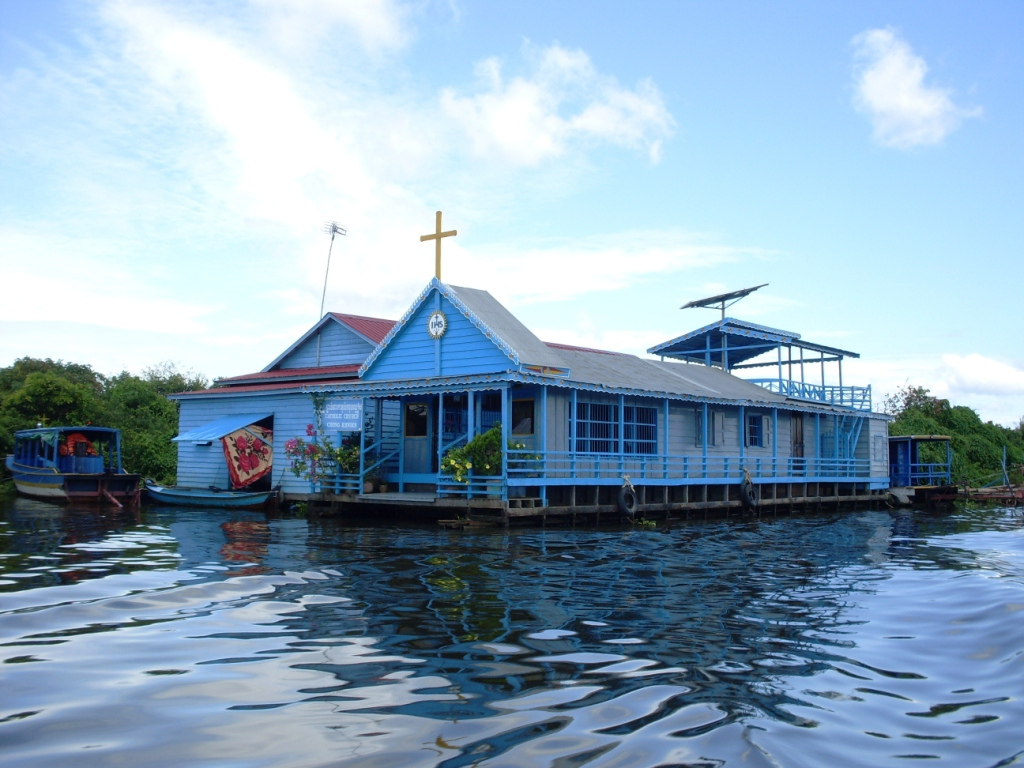
Одна из протестантских церквей в Камбодже

Протестантизм в Камбодже — совокупность христианских деноминаций протестантского толка, действующих на территории Королевства Камбоджи. Представлено лютеранами, пресвитерианами, адвентистами седьмого дня и различными евангельскими протестантскими группами.

## История
Протестанты начали работу в стране в 1923 году, когда миссионеры из Христианского и миссионерского альянса (движение святости) прибыли в Пномпень. Вскоре ими была основана Евангелическая кхмерская церковь, которая к 1962 году насчитывала 2 тыс. человек. Миссионеры были изгнаны в 1965 году, когда страна разорвала дипломатические отношения с США. 
В 1953 году исследователь протестантизма Стайнберг отмечал, что Американская Унитарная миссия открыла педагогическую школу в Пномпене, а баптистские миссии функционировали в областях Батдамбанг и Сиемриеп.
После учреждения Кхмерской республики Американская протестантская миссионерская деятельность в Камбодже резко активизировалась, особенно среди некоторых горных племён.
Также по сообщениям французского географа Джина Дельверта известно, что в 1982 году в Камбодже существовали три христианские деревни, но исследователем он не оставлено никаких описаний, а также места расположения сёл.
В 1980 году в Таиланде среди беженцев в лагерях были зарегистрированы кхмерские христиане в большем количестве.
Ещё один исследователь протестантизма Кирнэн отмечает, что до июня 1980 года ежедневные молитвенные собрания протестантов проводились пять раз в неделю в Пномпене, но постепенно сократились до одного из-за полицейского преследования протестантов, часто занимающихся политической деятельностью в стране. Собрания проводил кхмерский пастор.
К 1987 году протестантское сообщество в Камбодже уменьшилось до группы всего лишь в несколько тысяч человек, однако начиная с 1990-х годов протестанты резко активировали работу в стране.

## Численность
Около 100 различных христианских деноминаций и организаций свободно ведут свою миссию по всей территории Королевства. Из 1292 церковных зданий — 1224 являются — протестантскими (68 храмов — католические). Кроме того, протестанты различных деноминаций располагают в Камбодже 883 молитвенными помещениями (в большей части — арендованными) и 248 религиозными школами.
Около 1000 из всего количества протестантских общин официально зарегистрированы. 
Помимо Христианского и миссионерского альянса в стране действуют англикане из епархии Сингапура, Баптистский союз Камбоджи (391 церковь и 15 тыс. верующих), Церковь Назарянина (10 тыс.), адвентисты (6 тыс.), методисты. Пятидесятники представлены Церковью Бога, Ассамблеями Бога (116 церквей и 13 тыс. верующих), Истинной церковью Иисуса, китайскими пятидесятническими миссиями и др.